# Homme de cobalt
Ralph Roberts, alias l’Homme de cobalt (« Cobalt-Man » en VO) est un super-vilain évoluant dans l’univers Marvel de la maison d'édition Marvel Comics. Créé par le scénariste Roy Thomas et le dessinateur Werner Roth, le personnage de fiction apparaît pour la première fois dans le comic book X-Men (vol. 1) #31 en avril 1967.
Tout d'abord ennemi des X-Men, il devient ensuite celui d'Iron Man.

## Biographie du personnage

### Origines et parcours
Ralph Roberts, ingénieur diplômé de l'Université Metro où il excellait en sports et en sciences, est employé chez Stark Enterprises comme chercheur sur les alliages au cobalt. Intrigué par l'armure du Vengeur doré (Iron Man), il quitte Stark (qui ne veut pas lui révéler les secrets de l'armure) pour fonder son propre atelier, le Roberts Research Lab, où il invente une armure faite dans un alliage de cobalt, qu'il compte vendre au gouvernement.
Lors d'une visite chez son jeune frère Ted, alors étudiant à l'université, il rencontre Jean Grey (que Ted fréquentait à cette époque) et Scott Summers, qu'il emmène à son laboratoire où il leur fait une démonstration de son armure. Pris d'une crise de folie, il détruit les plans et les moules de conception, pour que personne ne puisse le copier. Il laisse ensuite les trois jeunes gens pour morts, ensevelis dans les décombres du laboratoire et s'enfuit. Il est finalement rattrapé et vaincu par les X-Men. Il est par la suite ensuite soigné et guéri de sa folie.
Plus tard, alors qu'il met au point une armure plus performante, il est capturé par Tyrannus qui lui ordonne de construire une armure géante pour l'aider à vaincre son rival l'Homme-taupe. L'armure robotique est finalement détruite par les X-Men et Roberts délivré.
Lors d'un test sur une armure, Roberts est exposé par accident à une dose massive de radiations, ce qui ne lui laisse que quelques années à vivre. Il s'arrange alors pour se retrouver sur un site d'essai nucléaire français, retire son armure et est bombardé de radiations, ce qui le fait muter en géant bleu. Hulk l'affronte et le met en déroute de justesse. Revenu à lui, Roberts, confus, décide de montrer au monde les dangers du nucléaire en se détruisant lui-même et la ville de Sydney. Il affronte de nouveau Hulk, cette fois-ci dans l'espace, mais ce dernier parvient à le retenir assez longtemps pour que l'énergie qu'il avait accumulé ne le fasse exploser. Roberts disparaît dans le souffle de l’explosion.
On le croit alors mort, mais Tête-d'œuf retrouve son corps en animation suspendue. Un mois plus tard, le génie du mal envoie l'Homme de cobalt attaquer Hulk et les Défenseurs. Tête-d'œuf souhaitait faire détoner une bombe mais Clea, aidée du Gardien Rouge, rend son état mental normal à Roberts. Celui-ci agrippe Tête-d'œuf et se fait exploser. On apprendra toutefois que Tête-d'œuf s'était téléporté avant l'explosion.
On apprendra plus tard que Roberts a lui aussi échappé à l'explosion.

### Civil War
Lors du crossover Civil War, on revoit un homme porter l'armure de cobalt. Celui-ci est tué dans l'explosion provoquée par Nitro à Stamford, après un combat télévisé entre les New Warriors et quelques super-vilains échappés de la prison du Raft.

## Pouvoirs, capacités et équipement
Ralph Roberts est un génie intellectuel possédant une expertise dans le domaine de la chimie et en ingénierie, et principalement en physique nucléaire.
- À l'image de l’armure d'Iron Man dont elle est une copie, l'armure de l'Homme de cobalt octroie une force permettant de soulever 10 tonnes. Blindée, elle est équipée de boot-jets (bottes à réacteurs) permettant de voler dans les airs et de faisceaux répulseurs[1].
- L'armure (dans sa seconde version) dispose d'une réserve d'oxygène, ce qui permet au porteur de survivre dans le vide de l'espace[1].
- Alimentée en énergie électrique par un générateur nucléaire miniature, l'armure dispose d'une autonomie de deux heures[1].

Après sa mutation, la peau de Ralph Roberts vire au bleu. Sa taille augmente, acquérant ainsi une masse musculaire supplémentaire, ce qui accroit à la fois sa force et son endurance naturelles. Il a alors une force équivalente à celle de Hulk et est capable de soulever (ou d’exercer une pression équivalente à) 100 tonnes. De plus, il devient capable d’émettre de ses mains des rayons d’énergies radioactives, qu'il utilise aussi bien pour voler que pour créer de puissantes secousses.
Sa mutation l'obligeait à ne pas porter son armure plus de deux heures, au risque de provoquer une explosion nucléaire à cause du cobalt irradié par sa propre chair.
Tony Stark (Iron-Man) usurpa l’identité de l'Homme de cobalt quand il infiltra les Thunderbolts (dans la mini-série Avengers/Thunderbolts de 2004). Lors du combat final, Stark révéla sa véritable identité, abandonnant l’armure de l'Homme de cobalt.